# Alberginiera

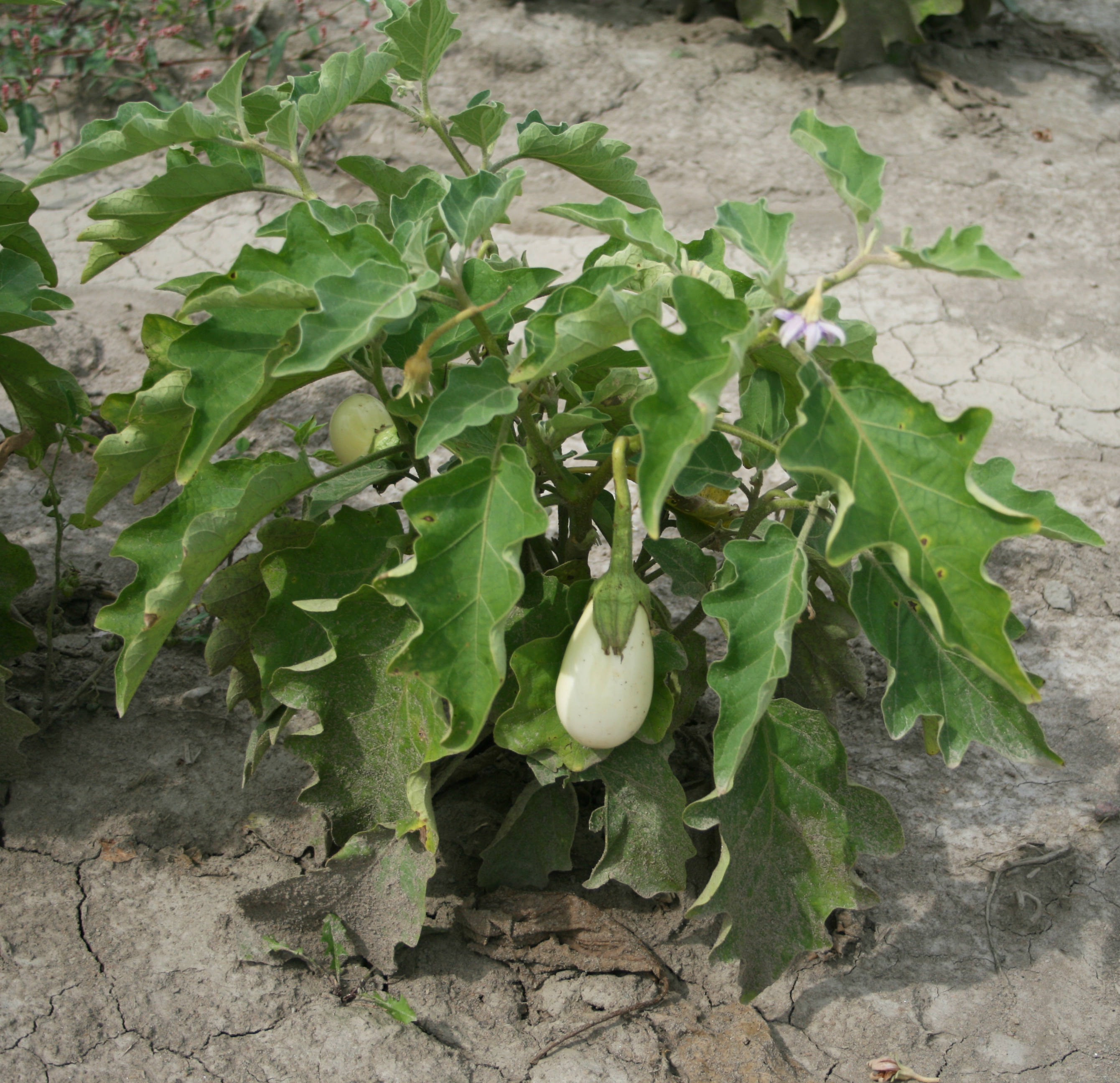
Vista general d'una alberginiera.

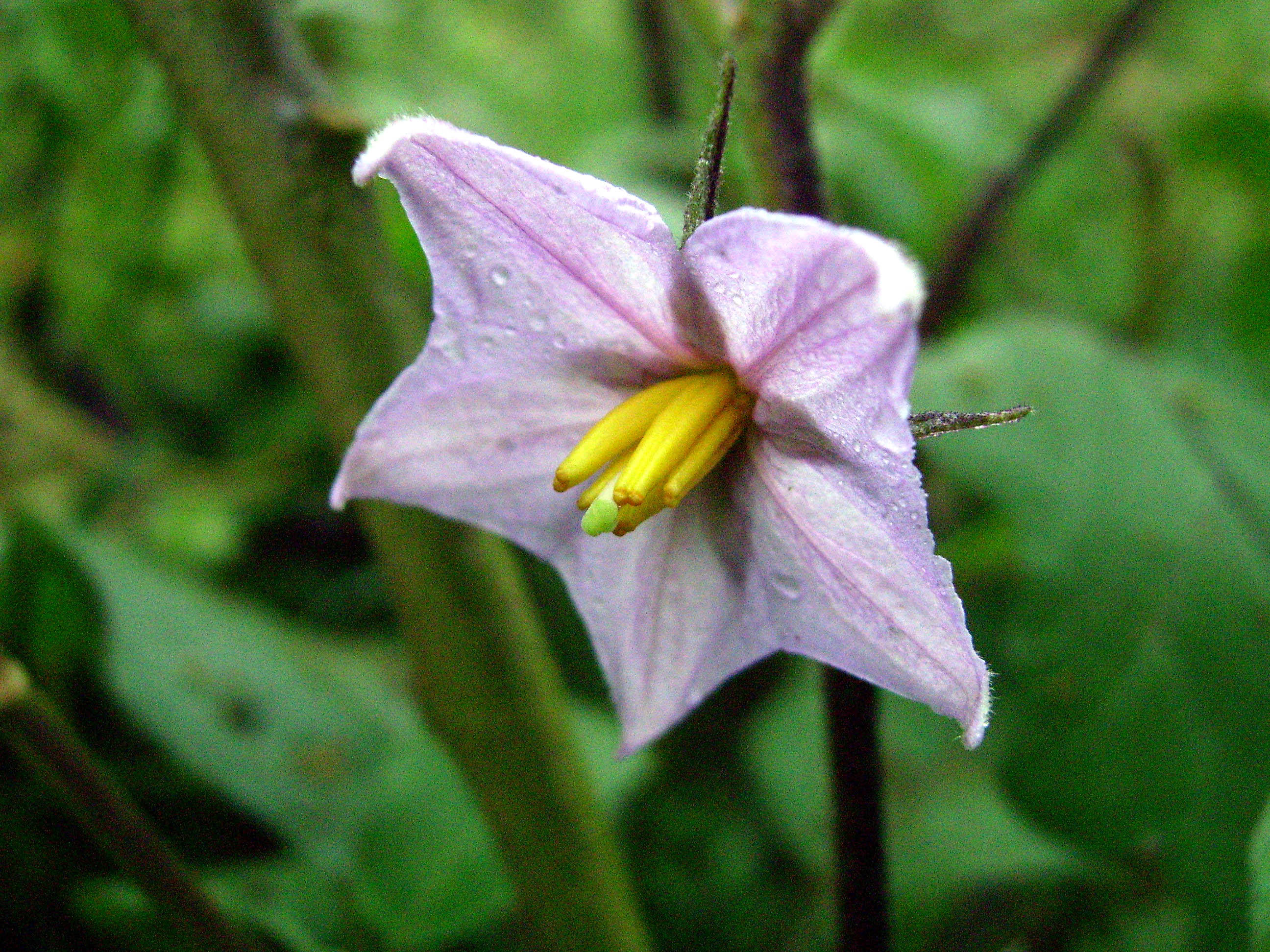
Detall de la flor d'albergínia

L'alberginiera (Solanum melongena) és una planta herbàcia anual de la família de les solanàcies. És cultivada per a la seva fruita, l'albergínia,  que presenta formes i colors diversos segons les varietats (la violeta rodona, la blanca de Santa Coloma de Farners, la blanca de Manresa, la llistada i la llarga de Menorca, etc). És una planta típica de l’horta mediterrània.
Addicionalment pot rebre el nom d'albergínia. També s'han recollit les variants lingüístiques aguarginyera, albargina, albarginera, albargínia, albarginiera, albergina, alberginera, alberginyera, arbasiniera, asbarginguera, asbarziniera, aubarginiera, auberginera, aubergínia, auberginiera, auberginyera, balginyera, barginera, bargingera, barginier, barginiera, basinier, basiniera, bassiniera, bergínia, berginiera, esbarginyera, esbergínia, esberginiera, oberginiera, obreginiera, obresiniera i verginya.

## Etimologia
El seu nom prové de la paraula àrab al-bâdinjân, un préstec del persa bâdengân. La forma catalana albergínia al seu torn la va adoptar el francès, i d'aquest, l'anglès britànic. L'altre nom anglès eggplant («planta ou») ve del fet que els fruits d'algunes varietats semblen ous per llur forma, color, i presentar una substància versemblant a la clara al seu interior. El nom italià melanzana prové de la forma llatina mela insana, que significa literalment poma que embogeix; aquesta definició medieval, justificada per la presència a l'albergínia d'alguns alcaloides, va estar encoratjada pels Papes de Roma durant segles.

## Història
La planta és originària l'Àsia meridional i oriental, on va ser cultivat des de temps prehistòrics. El primer esment escrit data del segle vi al Qimin Yaoshu, un tractat agrícola xinès. Sembla que a Europa aquesta planta no es va cultivar fins a l'edat mitjana, quan va ser introduïda a Andalusia pels àrabs, i Ibn al-Awwam al segle xii en parla al seu tractat sobre l'agricultura Kitab al-Filaha. Descriu quatre varietats: la d'Egipte a fruita blanca, la de Síria de fruita porpra, la del país (Andalusia) negra i la de Còrdova de color marró.
Era molt utilitzada als països de parla catalana ja des d'època medieval, ans al contrari d'altres solanàcies com el tomàquet, el pebrot o la patata originàries d'Amèrica que van va arribar més tard.

## Descripció
La mata té algunes espines. Pot arribar a fer fins a 150 cm d'alçada. La tija és pilosa i les fulles glauques, amples, i amb llargs pecíols. Les fulles són simples, de fins a 20 cm de llarg. Les flors són de color blanc o malva amb forma d'estel de cinc puntes. El fruit, l'albergínia o albergina, és una drupa amb nombroses llavors. Pot tenir moltes formes i colors diferents. És un cultiu de climes càlids i secs.

## Taxonomia
Aquesta espècie va ser publicada per primer cop l'any 1753 a l'obra Species Plantarum de Carl von Linné (1707-1778).

### Sinònims
Els següents noms científics són sinònims heterotípics de Solanum melongena:
- Melongena esculenta (Dunal) Grecescu
- Melongena incurva Mill.
- Melongena ovata Mill.
- Melongena spinosa Mill.
- Melongena teres Mill.
- Solanum aethiopicum var. violaceum Dunal
- Solanum album Lour.
- Solanum album Noronha
- Solanum album var. richardii Dunal
- Solanum album var. rumphii Dunal
- Solanum edule Schumach. & Thonn.
- Solanum edule var. multifidum Dunal
- Solanum esculentum Dunal
- Solanum esculentum var. aculeatum Dunal
- Solanum esculentum var. subinerme Dunal
- Solanum heteracanthum Dunal
- Solanum indicum Roxb.
- Solanum lagenarium Dunal
- Solanum melongena subsp. agreste Dikii
- Solanum melongena var. angustum Dikii
- Solanum melongena var. cylindricum Dikii
- Solanum melongena var. esculentum (Dunal) Walp.
- Solanum melongena var. giganteum (Alef.) Dikii
- Solanum melongena var. globosi Dikii
- Solanum melongena var. leucoum (Alef.) Dikii
- Solanum melongena var. ovigera Pers.
- Solanum melongena var. racemiflorum Dikii
- Solanum melongena var. racemosum Dikii
- Solanum melongena var. serpentinum L.H.Bailey
- Solanum melongena var. stenoleucum (Alef.) Dikii
- Solanum melongena var. variegatum (Alef.) Dikii
- Solanum melongena var. violaceum (Alef.) Dikii
- Solanum melongena var. viride Dikii
- Solanum melongenum St.-Lag.
- Solanum oviferum Salisb.
- Solanum ovigerum Dunal
- Solanum ovigerum var. album Sweet
- Solanum ovigerum var. insanum Blume
- Solanum ovigerum var. luteum Sweet
- Solanum ovigerum var. oblongocylindricum Dunal
- Solanum ovigerum var. ovum-album Dunal
- Solanum ovigerum var. ovum-luteum Dunal
- Solanum ovigerum var. ovum-rubens Dunal
- Solanum ovigerum var. ruber Sweet
- Solanum ovigerum subsp. sinuatorepandum Dunal
- Solanum ovigerum subsp. subrepandum Dunal
- Solanum ovigerum var. violaceum Sweet
- Solanum plumieri Dunal
- Solanum pressum Dunal
- Solanum pseudoundatum Blume
- Solanum pseudoundatum var. albiflorum Blume
- Solanum pseudoundatum var. atropurpurascens Blume
- Solanum pseudoundatum var. leucocarpon Blume
- Solanum requienii Dunal
- Solanum sativum Dunal
- Solanum sativum var. albiflorum (Blume) Dunal
- Solanum sativum var. atropurpurascens (Blume) Dunal
- Solanum sativum var. leucocarpon (Blume) Dunal
- Solanum serpentinum Noronha
- Solanum tomentosum Hasselt ex Miq.
- Solanum trilobatum Noronha
- Solanum trongum Poir.
- Solanum trongum var. divaricatum Dunal
- Solanum trongum var. rumphii Dunal
- Solanum violaceum DC. ex Dunal
- Solanum zeylanicum Scop.

## Conreu
Necessita temperatures més altes que el tomàquet o el pebrot. Si li manca aigua serà molt amargant, de mida petita i amb la pell arrugada. És una planta d'estiu i normalment es fa en regadiu en climes mediterranis. És, doncs, una planta que vol molta aigua i, a la vegada, aguanta molt bé la calor.
El seu cicle, normalment, comença amb la sembra de la llavor en un recipient entre els mesos de desembre i març en funció de si la zona és més o menys freda. Cal que estigui sempre a resguard de gelades i, si pot ser, en un espai protegit on toqui el sol. Perquè la llavor germini, cal esperar de 8 a 20 dies. Quan sorgeixin els dos cotiledons, és a dir, les fulles embrionàries de la planta en germinació, ja es poden repicar les plàntules en safates de planter o petites torretes. Quan ja tinguin unes 4-6 fulles es trasplanten a l’hort Hi ha qui les tutora per evitar que el pes dels fruits trenqui les branques, però no és imprescindible. A l’hort, per obtenir bons fruits, cal que les terres siguin profundes, fèrtils, ben adobades i no gaire argiloses. S'hi pot afegir cendra per aportar el potassi que necessita i també marro de cafè. A l’estiu, si convé, es pot reforçar la nutrició amb l’aplicació de biofertilitzant o amb fermentats de consolda o ortiga.
Pel que fa a plagues i malalties, el maldecap més conegut és l'escarabat de la patata, que es pot tractar amb Bacillus thuringiensis i l'aranya roja que pot tractar-se amb sofre en pols, infusió de camamilla i caolí (infusió 10% i caolí 2%). Encabat del seu cultiu es recomana que en el seu lloc s'hi plantin espècies que siguin millorants de la terra com les lleguminoses; amb això es compensa la voracitat de les albergínies pel que fa a nutrients.

### Varietats cultivars
Hi ha més de 700 varietats distintes d’albergínia arreu del planeta, però les més usuals són: 
- L’albergínia mallorquina o morada és de mida mitjana, de color morat-porpra clar, molt gustosa, amb poques llavors i gens amarga. Es caracteritza per la seva textura gens esponjosa ni farinosa. Es sol menjar fregida, torrada o adobada amb oli i all.
- L’albergínia llistada o ratllada és una varietat de mida mitjana que té una coloració a base de franges de color blanc i violeta. D’aquí prové el seu nom. El color de fons sol ser el blanc de tonalitat lletosa amb ratlles morades. Les plantes d’aquesta varietat solen ser molt vigoroses i amb una alta producció, tot i ser una de les varietats més tardanes. És una varietat de creixement erecte, la pigmentació de la seva tija és verd clar i les fulles en la seva cara superior són verd fosc,  mentre que el seu lobulat és més acusat que en altres varietats sense arribar a considerar-se fort.[13]
- Ratllada de Gandia: varietat valenciana caracteritzada per les franges en el fruit, òptima als mesos de juliol i agost.
- Black beauty: Planta tipus de color morat fosc i allargada.
- Blanca: es creu que l'albergínia original, la que van portar els àrabs a la península ibèrica, era de color blanc. És una albergínia rodona, gran i de color totalment blanc. Té un gust molt més dolç que les morades i menys amarg, però tot i ser més ben valorada organolèpticament, s'ha deixat de cultivar, ja que el calze té unes espines grans i punxegudes que en dificulta el maneig al camp, el mercat i a la cuina.[14]
- De metro: és una varietat llarga i prima, que fa entre 5 i 8 cm d'ample, però de llarg supera fàcilment els 30–40 cm.
- Albergínia d'Almagro, petites albergínies que es presenten exclusivament en conserva.
- Albergínia bonica, varietat local de l'Empordà.

## Usos culinaris

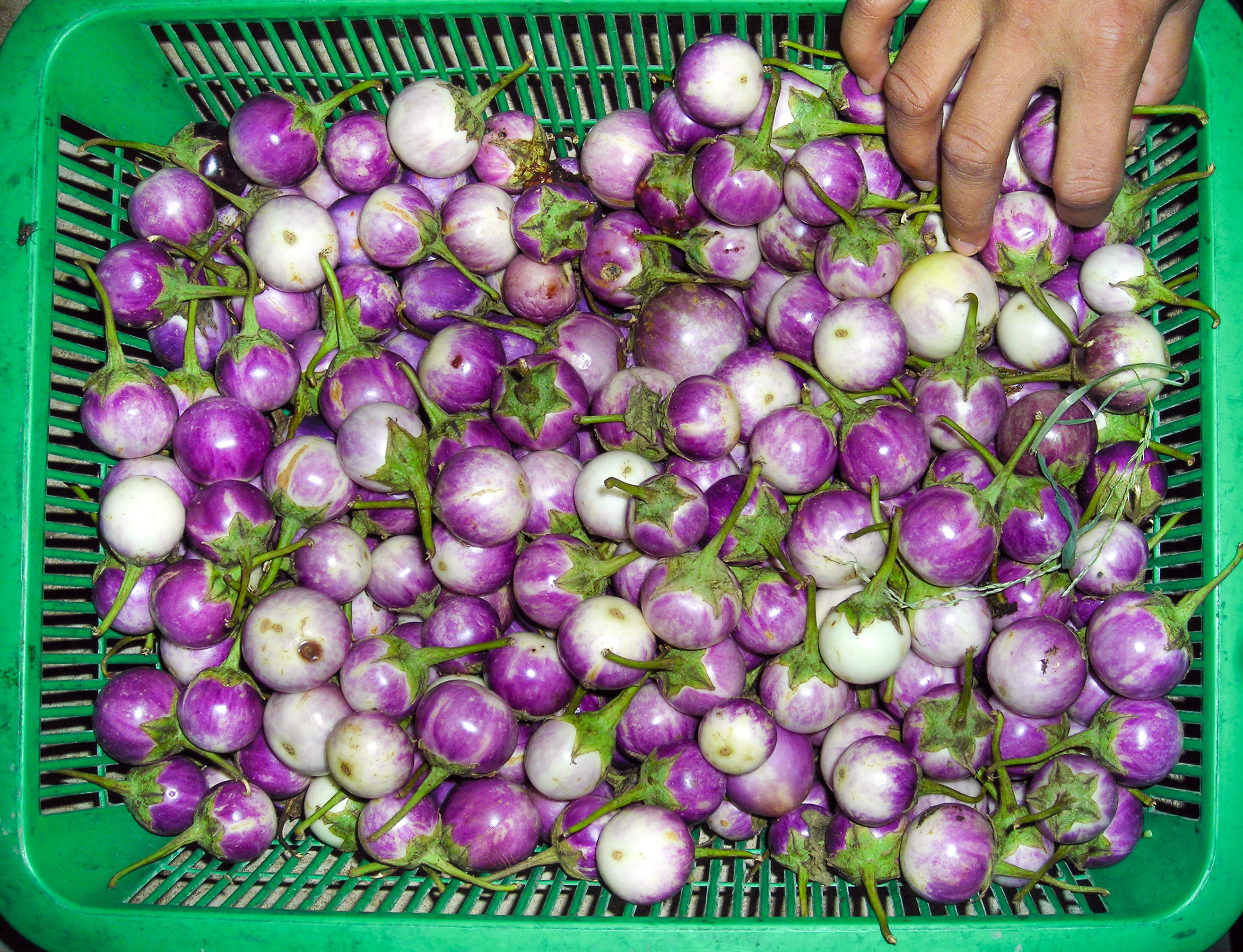
Albergínies nanes de Tailàndia.

Les albergínies estan presents a la gastronomia de moltes zones del planeta. Són ideals per a preparar plats vegetarians. Es poden fer moltes innovacions creatives substituint carns per llesques d'albergínia o albergínia picada. És una varietat molt indicada per fer a la planxa o farcida. També es pot fer en samfaina, guisada, arrebossada, fregida, dins la truita, etcètera. L'albergínia és molt bona de gust, gens picant i molt suau amb una textura carnosa i amb cos.

## Al·lèrgies
S'han reportat casos de picor a la pell o la boca, mal de cap lleu i malestar estomacal després de manipular o menjar albergínies de manera anecdòtica segons revistes mèdiques. Una revisió de 2021 va indicar que possiblement quatre mecanismes d'interacció poden provocar una resposta al·lèrgica a partir del consum d'albergínia: proteïna de transferència de lípids, profilina, polifenol oxidasa i reaccions de pol·len.
Un estudi del 2008 d'una mostra de 741 persones a l'Índia, on es consumeixen habitualment albergínies, va trobar que gairebé un 10% van patir alguns símptomes al·lèrgics després de consumir albergínies, amb un 1,4% que presentava símptomes al cap de dues hores. També s'ha informat de dermatitis de contacte per fulles d'albergínia i al·lèrgia al pol·len de flors d'albergínia.
Els individus atòpics (predisposats genèticament a desenvolupar determinades reaccions d'hipersensibilitat al·lèrgica) tenen més probabilitats de tenir una reacció a l'albergínia, que pot ser perquè l'albergínia té un alt contingut en histamina. Cuinar l'albergínia a fons sembla que impedeix reaccions en alguns individus, però algunes de les proteïnes al·lergèniques poden sobreviure al procés de cocció.